# Melchior Mayot
Pour les articles homonymes, voir Mayot (homonymie).
Melchior Mayot, né le 14 janvier 1769 à Peyzieux (Ain), mort le 18 août 1812 à Polotsk (Biélorussie), est un militaire français de la Révolution et de l’Empire.

## États de service
Il entre en service le 22 mai 1786, comme soldat au régiment de chasseurs à cheval des Pyrénées, et il obtient son congé par grâce le 30 avril 1790. 
Le 28 septembre 1793, il est élu capitaine dans le 11e bataillon de volontaires de l’Ain, et il passe avec son grade le 4 avril 1794, dans la 2e demi-brigade d’infanterie légère. Il fait toutes les guerres de la liberté de l’an II à l’an IX, aux armées des Alpes et d’Italie. Il se distingue surtout à la bataille de Novi le 15 août 1799, où il reçoit son brevet de chef de bataillon sur le champ de bataille.
Après les hostilités, il retourne en France, et tient garnison dans la 8e division militaire pendant les ans X et XI. Il est nommé major du 16e régiment d’infanterie légère le 3 novembre 1803, et il est fait chevalier de la Légion d’honneur le 25 mars 1804.
Pendant les ans XII et XIII, il sert au camp de Brest et sur les côtes de Bretagne. Il fait la campagne de l’an XIV, avec la 1re division du 7e corps de la Grande Armée, et en 1808 et 1809, il est employé à l’armée du Nord. Il est promu colonel à la suite du 37e régiment d’infanterie de ligne le 4 août 1811, et il devient titulaire de ce corps le 7 septembre suivant.
En 1812, il participe à la campagne de Russie, et il est élevé au grade d’officier de la Légion d’honneur le 9 août 1812. Il est tué le 18 août suivant, sur le champ de bataille de Polotsk.

## Sources
- A. Lievyns, Jean Maurice Verdot, Pierre Bégat, Fastes de la Légion-d'honneur, biographie de tous les décorés accompagnée de l'histoire législative et réglementaire de l'ordre, Tome 4, Bureau de l’administration, 1844, 640 p. (lire en ligne), p. 386.
- Louis Trénard et Raymond Chevalier, Histoire des communes de l'Ain: Le Bugey, Horvath, 1984, p. 346-347.
- Galerie militaire de l'Ain: depuis les temps les plus reculés jusqu'à nos jours., L. Grandin, 1874, p. 108.